# Prébois
Pour les articles homonymes, voir Préboist.
Prébois est une commune française située dans le département de l'Isère, en région Auvergne-Rhône-Alpes.
Ancienne paroisse de l'ancienne province royale du Dauphiné, devenue commune à la Révolution française, ce petit village, à l'aspect encore très rural, est adhérent à la communauté de communes du Trièves, depuis 2012.
Ses habitants sont les Prabouissous

## Géographie

### Situation et description
La commune de Prébois est située au centre du Trièves. Très dégagée des montagnes et surplombant le vallon formé par l'Ebron, Prébois jouit d'un très bon ensoleillement et d'une superbe vue sur les montagnes qui l'entourent. C'est un endroit propice pour observer le Trièves à 360°.
Essentiellement agricole, cette commune possède de nombreux champs bien orientés, permettant notamment la culture de vignes (vin des Chirouses). Très attaché à ses traditions, Prébois organise comme de nombreux villages une vogue chaque été.
Une des caractéristiques de ce village est d'abriter un grand nombre de fontaines, utilisées autrefois pour les foires aux bœufs.

### Géologie
Le territoire de la commune se situe l'extrémité sud-occidentale de la dépression du Trièves. Vu depuis le sud, Le soubassement rocheux du Trièves est en grande partie formé par les terres noires du Jurassique supérieur, qui sont majoritairement recouvertes en surface par des alluvions quaternaires surtout formées de terrasses emboitées, d'origine rissiennes et wurmiennes.

### Communes limitrophes
Le territoire de la commune de Prébois est limitrophe de sept autres communes.

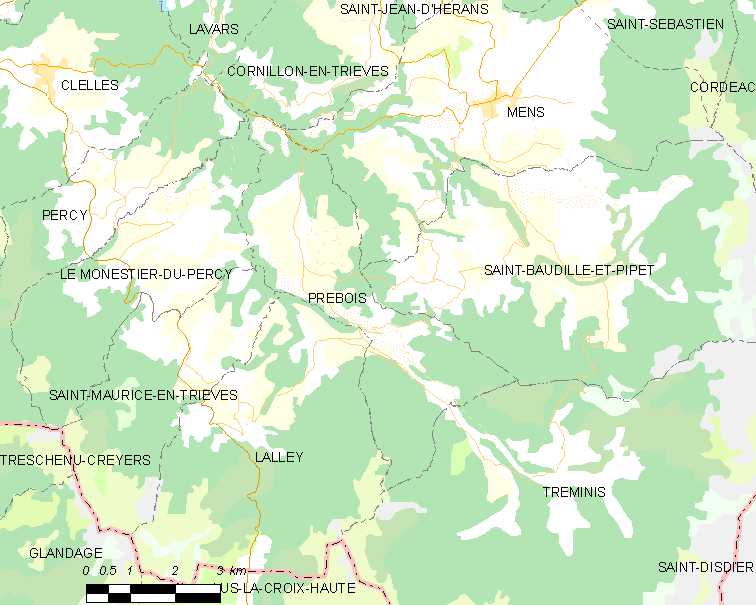
Situation géographie au cœur du Trièves.

| Le Monestier-du-Percy    | Cornillon-en-Trièves | Mens                    |
| Saint-Maurice-en-Trièves | Prébois              | Saint-Baudille-et-Pipet |
| Lalley                   |                      | Treminis                |

### Climat
Pour des articles plus généraux, voir Climat d'Auvergne-Rhône-Alpes et Climat de l'Isère.
En 2010, le climat de la commune est de type climat des marges montargnardes, selon une étude du Centre national de la recherche scientifique s'appuyant sur une série de données couvrant la période 1971-2000. En 2020, Météo-France publie une typologie des climats de la France métropolitaine dans laquelle la commune est exposée à un climat de montagne ou de marges de montagne et est dans la région climatique  Alpes du sud, caractérisée par une pluviométrie annuelle de 850 à 1 000 mm, minimale en été. 
Pour la période 1971-2000, la température annuelle moyenne est de 9,6 °C, avec une amplitude thermique annuelle de 17,3 °C. Le cumul annuel moyen de précipitations est de 927 mm, avec 8,8 jours de précipitations en janvier et 5,7 jours en juillet. Pour la période 1991-2020, la température moyenne annuelle observée sur la station météorologique de Météo-France la plus proche, « Saint-Baudille », sur la commune de Saint-Baudille-et-Pipet à 6 km à vol d'oiseau, est de 9,1 °C et le cumul annuel moyen de précipitations est de 1 082,0 mm,. Pour l'avenir, les paramètres climatiques de la commune estimés pour 2050 selon différents scénarios d'émission de gaz à effet de serre sont consultables sur un site dédié publié par Météo-France en novembre 2022.

### Hydrographie
Le territoire communal est traversé par l'Ébron, un affluent du Drac, d'une longueur de 32,1 km, lequel s'écoule à proximité du bourg central après avoir pris sa source au pied du Grand Ferrand, dans le bassin de Tréminis.

### Voies de communication
Le territoire communal est situé à l'écart des grands axes de circulation. Il est cependant traversé par la RD66.

## Urbanisme

### Typologie
Au 1er janvier 2024, Prébois est catégorisée commune rurale à habitat dispersé, selon la nouvelle grille communale de densité à sept niveaux définie par l'Insee en 2022.
Elle est située hors unité urbaine et hors attraction des villes,.

### Occupation des sols
L'occupation des sols de la commune, telle qu'elle ressort de la base de données européenne d’occupation biophysique des sols Corine Land Cover (CLC), est marquée par l'importance des forêts et milieux semi-naturels (57,2 % en 2018), en diminution par rapport à 1990 (58,4 %). La répartition détaillée en 2018 est la suivante : 
forêts (57 %), terres arables (16,8 %), zones agricoles hétérogènes (13,5 %), prairies (12,5 %), milieux à végétation arbustive et/ou herbacée (0,2 %). L'évolution de l’occupation des sols de la commune et de ses infrastructures peut être observée sur les différentes représentations cartographiques du territoire : la carte de Cassini (XVIIIe siècle), la carte d'état-major (1820-1866) et les cartes ou photos aériennes de l'IGN pour la période actuelle (1950 à aujourd'hui).

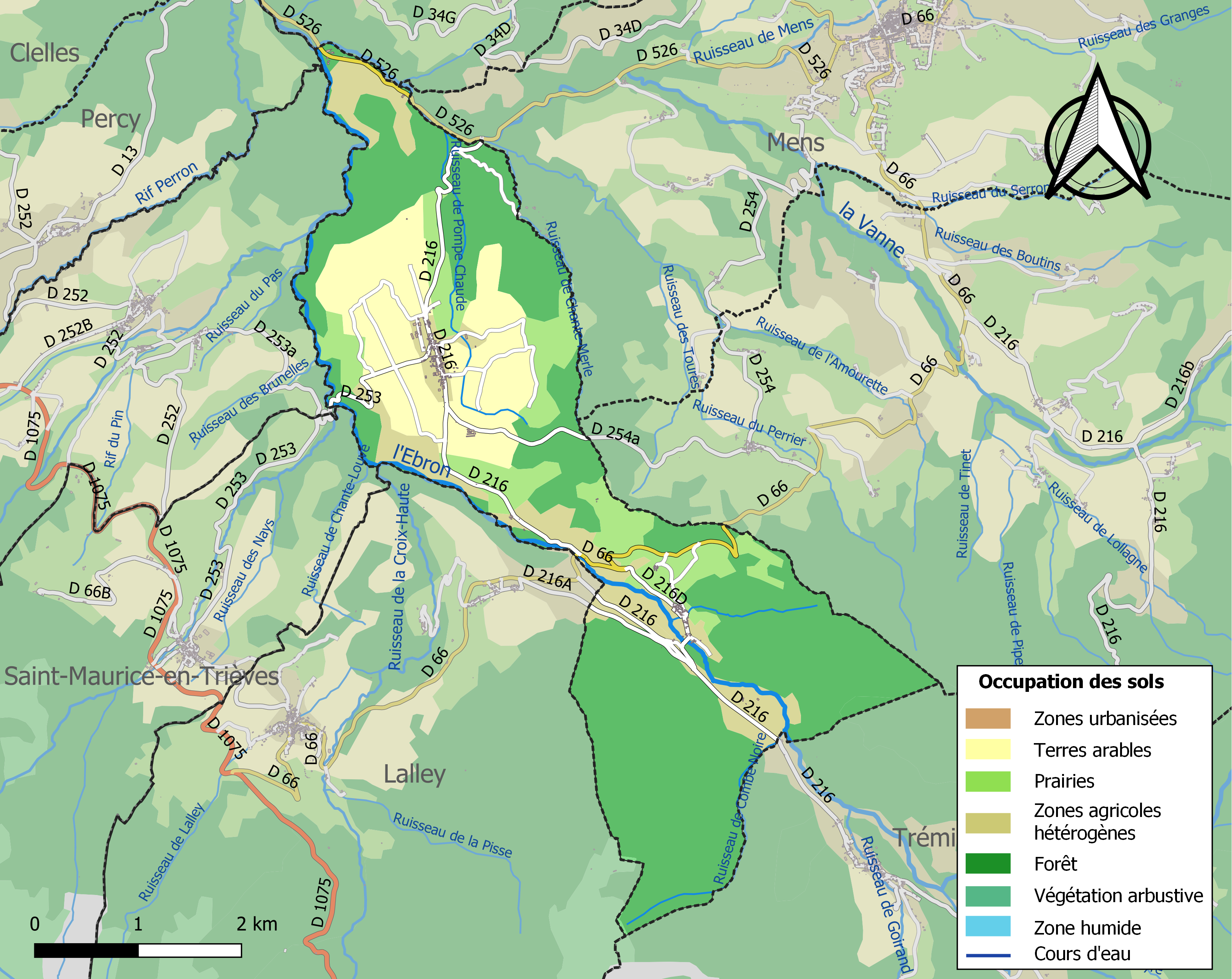
Carte des infrastructures et de l'occupation des sols de la commune en 2018 (CLC).

### Risques naturels et technologiques

#### Risques sismiques
La totalité du territoire de la commune de Prébois est situé en zone de sismicité n°3, comme la plupart des communes de son secteur géographique. Elle se situe cependant au sud de la limite d'une zone sismique classifiée de « moyenne » et qui partage le département de l'Isère.
| Type de zone | Niveau            | Définitions (bâtiment à risque normal) |
| ------------ | ----------------- | -------------------------------------- |
| Zone 3       | Sismicité modérée | accélération = 1,1 m/s2                |

## Politique et administration

### Liste des maires
| Période                                  | Période  | Identité            | Étiquette | Qualité           |
| ---------------------------------------- | -------- | ------------------- | --------- | ----------------- |
| 2001                                     | 2014     | Gilbert Claret      |           |                   |
| 2014                                     | 2020     | Jean-François Helly |           | Ingénieur conseil |
| 2020                                     | En cours | Yannick Faure       |           |                   |
| Les données manquantes sont à compléter. |          |                     |           |                   |

## Population et société

### Démographie
L'évolution du nombre d'habitants est connue à travers les recensements de la population effectués dans la commune depuis 1793. Pour les communes de moins de 10 000 habitants, une enquête de recensement portant sur toute la population est réalisée tous les cinq ans, les populations de référence des années intermédiaires étant quant à elles estimées par interpolation ou extrapolation. Pour la commune, le premier recensement exhaustif entrant dans le cadre du nouveau dispositif a été réalisé en 2006.

En 2022, la commune comptait 172 habitants, en évolution de +3,61 % par rapport à 2016 (Isère : +3,07 %, France hors Mayotte : +2,11 %).
| 1793 | 1800 | 1806 | 1821 | 1831 | 1836 | 1841 | 1846 | 1851 |
| ---- | ---- | ---- | ---- | ---- | ---- | ---- | ---- | ---- |
| 331  | 330  | 372  | 345  | 349  | 341  | 320  | 340  | 323  |

| 1856 | 1861 | 1866 | 1872 | 1876 | 1881 | 1886 | 1891 | 1896 |
| ---- | ---- | ---- | ---- | ---- | ---- | ---- | ---- | ---- |
| 319  | 318  | 310  | 318  | 314  | 300  | 306  | 300  | 283  |

| 1901 | 1906 | 1911 | 1921 | 1926 | 1931 | 1936 | 1946 | 1954 |
| ---- | ---- | ---- | ---- | ---- | ---- | ---- | ---- | ---- |
| 290  | 287  | 302  | 280  | 223  | 216  | 227  | 204  | 161  |

| 1962 | 1968 | 1975 | 1982 | 1990 | 1999 | 2006 | 2011 | 2016 |
| ---- | ---- | ---- | ---- | ---- | ---- | ---- | ---- | ---- |
| 159  | 141  | 135  | 142  | 137  | 139  | 156  | 166  | 166  |

| 2021 | 2022 | - | - | - | - | - | - | - |
| ---- | ---- | - | - | - | - | - | - | - |
| 170  | 172  | - | - | - | - | - | - | - |

### Enseignement
La commune est rattachée à l'académie de Grenoble

### Médias
Historiquement, le quotidien régional Le Dauphiné libéré consacre, chaque jour, y compris le dimanche, dans son édition de Romanche et Oisans, un ou plusieurs articles à l'actualité de la communauté de communes, du canton, ainsi que des informations sur les éventuelles manifestations locales.
La commune est située sur l'aire de diffusion de radio Ici Isère, une radio publique qui émet sur tout le territoire du département de l'Isère.

### Cultes
L'église (propriété de la commune) et la communauté catholique de Prébois dépendent de la paroisse Notre-Dame d'Esparron, elle-même rattachée au diocèse de Grenoble-Vienne.

## Culture locale et patrimoine

### Lieux et monuments
- Église Saint-Barthélémy.

Il s'agit de l'ancienne chapelle du château (aujourd'hui disparu) dit fief de Prébois.
- Château de Prébois (XIIe siècle)

Il en subsisterait quelques ruines du XIIIe siècle.

### Personnalités liées à la commune
- Pierre Hilaire Curtil, né à Prébois le 13 janvier 1826, architecte-entrepreneur ; il acquiert en 1865 puis restaure en le restructurant complètement le château de la Buzine à Marseille, que Marcel Pagnol achètera en 1941.
- L'écrivain français Jean Giono évoque dans ses écrits le petit vin de Prébois dans son recueil de nouvelles Faust au village[22]:

« Ceux qui ne sont pas des quatre villages disent que pour boire le vin de Prébois il faut se cramponner à la table. Eh bien, même s'il faut, nous nous cramponnons et tout est dit.  Nous ne sommes pas des collégiens. »

— Jean Giono, Le petit vin de Prébois

« Les étrangers qui en ont goûté  et à qui on en offre encore  répondent tous "Non merci". Et c'est sincère. »

— Jean Giono, Le petit vin de Prébois

### Héraldique
|  | Prébois possède des armoiries dont l'origine et le blasonnement exact ne sont pas disponibles. |